# طالبي وان
عبد القادر طالبي والمعروف بإسمه الفني طالبي وان Talbi One هو مؤلف أغاني وموسيقي ومغني مغربي في فن المشيخة والتراث الشعبي الخاص بالجهة الشرقية والقطاع الوهراني.
ينحدر من مدينة بركان، قام بتحديث هذا النوع الموسيقي المستوحى من فولكلور العرفة، وبالأخص فن الركادة، الذي ورثه عن والده الشيخ سعيد، وهو فنان مشيخة خلال سنوات الخمسينات. هذا الفن هو تزاوج طبيعي نتج عن التعايش بين القبائل الأمازيغية والعربية. يمزج الطالبي بين العلاوي ، المنغوشي، الراي ، السالسا، الموسيقى الإفريقية والكاريبية...
يلقي أغانيه بالعديد من الأدوات الموسيقية التقليدية والغربية. يشارك في العديد من التظاهرات الفنية الدولية مهرجان مانو موندو ببلجيكا وزينيث أوف باريس، مهرجان قرطاج بتونس، المهرجان الدولي للراي بوجدة، مهرجان الموسيقى الروحية العالمية بفاس وغيرها من المهرجانات.